# (100055) 1992 BK4
(100055) 1992 BK4 es un asteroide perteneciente al cinturón de asteroides, descubierto el 29 de enero de 1992 por el equipo del Spacewatch desde el Observatorio Nacional de Kitt Peak, Arizona, Estados Unidos.